# Pseudocatharylla
Pseudocatharylla är ett släkte av fjärilar. Pseudocatharylla ingår i familjen Crambidae.

## Dottertaxa tillPseudocatharylla, i alfabetisk ordning[1]
- Pseudocatharylla aberrantellus
- Pseudocatharylla agraphellus
- Pseudocatharylla albiceps
- Pseudocatharylla albivena
- Pseudocatharylla angolica
- Pseudocatharylla anpingicola
- Pseudocatharylla anpingiellus
- Pseudocatharylla antiopa
- Pseudocatharylla argenticilia
- Pseudocatharylla artemida
- Pseudocatharylla auricinctalis
- Pseudocatharylla aurifimbriellus
- Pseudocatharylla berberichi
- Pseudocatharylla bifasciella
- Pseudocatharylla brachypterellus
- Pseudocatharylla ceylonella
- Pseudocatharylla chalcipterus
- Pseudocatharylla chionopepla
- Pseudocatharylla chionostola
- Pseudocatharylla distictellus
- Pseudocatharylla duplicellus
- Pseudocatharylla faduguella
- Pseudocatharylla flavicostella
- Pseudocatharylla flavipedellus
- Pseudocatharylla flavoflabellus
- Pseudocatharylla gioconda
- Pseudocatharylla immaturellus
- Pseudocatharylla impurella
- Pseudocatharylla inclaralis
- Pseudocatharylla infixellus
- Pseudocatharylla innotalis
- Pseudocatharylla kibwezica
- Pseudocatharylla lagosella
- Pseudocatharylla lucasi
- Pseudocatharylla mandarinellus
- Pseudocatharylla mariposella
- Pseudocatharylla meus
- Pseudocatharylla mikengella
- Pseudocatharylla nemesis
- Pseudocatharylla nigricosta
- Pseudocatharylla nigrociliella
- Pseudocatharylla oenescentellus
- Pseudocatharylla peralbellus
- Pseudocatharylla photoleuca
- Pseudocatharylla polyxena
- Pseudocatharylla ruwenzorella
- Pseudocatharylla simplex
- Pseudocatharylla subioconda
- Pseudocatharylla submikengella
- Pseudocatharylla ugandica
- Pseudocatharylla xantholeuca
- Pseudocatharylla xymena
- Pseudocatharylla zernyi